# Krivača (Lučani)
Krivača (em cirílico: Кривача) é uma vila da Sérvia localizada no município de Lučani, pertencente ao distrito de Moravica, na região de Stari Vlah, Dragačevo. A sua população era de 157 habitantes segundo o censo de 2011.

## Demografia
| 1948 | 1953 | 1961 | 1971 | 1981 | 1991 | 2002 | 2011 |
| ---- | ---- | ---- | ---- | ---- | ---- | ---- | ---- |
| 249  | 256  | 270  | 241  | 229  | 219  | 171  | 157  |